# Ведьмы Ист-Энда
«Ве́дьмы Ист-Э́нда» (англ. Witches of East End) — американский телесериал с Джулией Ормонд, Дженной Дуан, Рэйчел Бостон и Мэдхен Амик в главных ролях, основанный на одноименной серии романов писательницы Мелиссы де ла Круз.
В центре сюжета находится могущественная и бессмертная ведьма Джоанна Бошан и её две взрослые дочери, выросшие, не зная о том, кем они являются. 31 января 2013 года канал Lifetime заказал производство первого сезона сериала из десяти эпизодов, а его премьера состоялась 6 октября 2013 года. 22 ноября 2013 года, Lifetime продлил сериал на второй сезон, который стартовал 6 июля 2014 года. 4 ноября 2014 года канал закрыл сериал после двух сезонов из-за низких рейтингов, оставив неразрешёнными несколько клиффхэнгеров в финале.

## Производство

### Концепция
Сериал является вольной экранизацией серии романов. В центре истории находится семейство Бошанов, могущественных добрых ведьм, во главе с бессмертной Джоанной. Мать-одиночка Джоанна имеет двух взрослых дочерей Ингрид и Фрейю, которые не знают о своих силах, так как Джоанна не хочет, чтобы они рано умерли, как в прошлых их жизнях. Основным изменением является то, что Ингрид и Фрейя в начале истории не знают о своих магических способностях. В сюжет также был добавлен совершенно новый персонаж, Венди, дерзкая сестра Джоанны, которая хочет, чтобы Ингрид и Фрейя узнали о своих силах и продолжили их путь.
Многие критики проводили сравнения шоу с сериалами «Зачарованные» и «Иствик», однако основным отличием «Ведьм Ист-Энда» являются последовательная история рассказа, отсутствие как такового метода «монстра недели», а также демонстрация жизни персонажей в самые разные периоды времени и десятилетия.

### Съёмки
Кабельный телеканал Lifetime дал зелёный свет на производство пилота адаптации одноимённой серии книг-бестселлеров писательницы Мелиссы де ла Круз в середине июля 2012 года. Разработкой занялась Мэгги Фридман, занявшая место исполнительного продюсера и автора пилотного эпизода.
Съемки пилотного эпизода проходили осенью 2012 года в Мэйконе, штат Джорджия и Уилмингтоне, Северная Каролина. 31 января 2013 года канал утвердил пилот в качестве сериала и дал зелёный свет на производство первого сезона из десяти эпизодов для трансляции в 2013 году. Вскоре после этого было объявлено, что съемки будут проходить в Ванкувере, Канада, начиная с 16 июля по 21 октября 2013 года.

### Кастинг
30 августа 2012 года было объявлено, что лауреат премии «Эмми» Джулия Ормонд будет играть главную роль в шоу, а в следующем месяце Дженна Дуан и Рэйчел Бостон получили роли взрослых дочерей героини Ормонд. Следом Патрик Хойзингер получил главную мужскую роль в пилоте, жениха героини Деван-Татум, а позже Николас Гонсалес присоединился к шоу в роли полицейского и друга персонажа Бостон. В октябре было объявлено, что актрисы Мэдхен Амик и Гленн Хидли присоединились к пилоту в ролях Венди, сестры Джоанны, и Пенелопы, матери Дэша, соответственно.
В ходе последующей разработки сериала в июне 2013 года Патрик Хойзингер, исполнивший главную мужскую роль в пилоте, был уволен, так как не имел достаточной химии с экранной невестой Дженной Дуан. Эрик Уинтер спустя пару недель заменил его в этой роли. Николас Гонсалес также покинул актёрский состав, а Джейсон Уинстон Джордж заменил его в аналогичной роли. Наконец, Гленн Хидли также покинула сериал, а на её место пришла Вирджиния Мэдсен, но не в регулярной, а периодической роли.
Во втором сезоне Кристиан Кук присоединился к шоу в роли сына Джоанны, Фредерика.

## Актёры и персонажи

### Основной состав
- Джулия Ормонд — Джоанна Бошан[22]
- Мэдхен Амик — Венди Бошан[22]
- Дженна Дуан — Фрейя Бошан[22]
- Рэйчел Бостон — Ингрид Бошан[22]
- Эрик Уинтер — Дэш Гардинер[22]
- Дэниэл Дитомассо — Киллиан Гардинер[22]
- Кристиан Кук — Фредерик Бошан (сезон 2)

### Второстепенный состав
- Вирджиния Мэдсен — Пенелопа Гардинер / Афина, дочь Арчибальда Браунинга
- Том Ленк — Хадсон Рафферти[23]
- Джейсон Уинстон Джордж — Адам
- Фредди Принц-младший — Лео Уингейт[24]
- Энтони Лемке — Харрисон Уэллс[25]
- Энвер Джокай — Майк
- Келли Стюарт — Барб
- Тия Сиркар — Эми Мэтьюз
- Джоэль Гретч — Виктор, отец Ингрид и Фреи[26]
- Джиллиан Барбер — Мойра Тэтчер
- Мэтт Фрюэр — Оборотень
- Нил Хопкинс — Даг

## Отзывы критиков
Пилотный эпизод получил полярные отзывы от критиков. Нил Зилинджер из The New York Times оценил, что «Ведьмы Ист-Энда» приносит освежающие комические мотивы в списке телешоу о магии и ведьмах, которые в сезоне 2013-14 годов выглядят, в основном, более мрачно. Дайан Уэртс из издания Newsday похвалила пилотный эпизод и его концепцию, в особенности смешивание жанров мыльной оперы с триллером, фантастической драмой и фэнтези, отметив сюжетные задатки для последующей части сезона. Эллисон Кин из журнала The Hollywood Reporter благоприятно отметила, что «Ведьмы Ист-Энда» не перегружает зрителя мифологией, как «Сонная лощина», и не ставит во главе всего секс, как «Настоящая кровь». В отрицательных отзывах критиковалась манера съемки пилотного эпизода режиссёром Марком Уотерсом, а также пресловутое сочетание мыльной оперы и триллера.

## Эпизоды
| Сезон | Сезон | Эпизоды | Оригинальная дата выхода | Оригинальная дата выхода |
| Сезон | Сезон | Эпизоды | Премьера сезона          | Финал сезона             |
| ----- | ----- | ------- | ------------------------ | ------------------------ |
|       | 1     | 10      | 6 октября 2013           | 8 декабря 2013           |
|       | 2     | 13      | 6 июля 2014              | 5 октября 2014           |

### Сезон 1 (2013)
| № общий | № в сезоне | Название                                                    | Режиссёр        | Автор сценария                   | Дата премьеры   | Зрители в США (млн) |
| --- | ---------- | ----------------------------------------------------------- | --------------- | -------------------------------- | --------------- | ------------------- |
| 1 | 1          | «Пилот» «Pilot»                                             | Марк Уотерс     | Мэгги Фридман                    | 6 октября 2013  | 1,93                |
| Две взрослые дочери Джоанны Бошан - Фрейя и Ингрид сами того не ведая, живущие в современном мире на Лонг-Айленде, являются следующим поколением ведьм семейства. Когда Фрейя сообщает, что она помолвлена с молодым и богатым предпринимателем, Фрейя и Ингрид узнают, что они являются ведьмами. Старшая сестра Ингрид является библиотекарем, без успехов в личной жизни, в то время как Фрейя, работает барменом и выходит замуж за богатого плейбоя Дэша Гардинера, однако также крутит роман с его загадочным красивым братом Киллианом, после чего в их жизни и начинаются череда странных событий. В пилотном эпизоде загадочный оборотень принимает облик Джоанны.                                                                                 |            |                                                             |                 |                                  |                 |                     |
| 2 | 2          | «Мэрилин Фэнуик, Покойся с миром» «Marilyn Fenwick, R.I.P.» | Джонатан Каплан | Мэгги Фридман                    | 13 октября 2013 | 1,93                |
| В начале серии велся полицейский опрос с Джоаннай Бошан. Фрейя Бошан все еще в картине, где её держит человек из картины. Ингрид Бошан воскресила Венди, за что Венди её чуть "не убила", так как она воскресла бы сама! Фрейя спаслась из горящей картины (Мужчина хотел поджечь Фрейю вместе с рестораном в картине). Девушки узнали о проклятье то, что когда они умирают, то сразу же рождаются вновь. Джоанну "спас" из обезьянника Харрисон Уэллс, но она должна заплатить в полицию очень большую сумму денег.Человек из картины очень сильно обгорел, но спасся, он пришел к Фрейе и попытался утопить её. Но ему это не удалось, так как пришли Венди, Джоанна и Ингрид и спасли её. Мужчина снова оказался в картине, но ведьмы картину закопали. |            |                                                             |                 |                                  |                 |                     |
| 3 | 3          | «Сегодня, я - ведьма» «Today I Am A Witch»                  | Аллан Аркуш     | Джош Реймс                       | 20 октября 2013 | 1,69                |
| Ингрид борется с последствиями заклинания воскрешения. Джоанна пытается выяснить, кто из её многочисленных врагов принял её облик. Венди обучает колдовству Ингрид и Фрейю. В баре у Фрейи появляется новый напарник. |            |                                                             |                 |                                  |                 |                     |
| 4 | 4          | «Несколько хороших талисманов» «A Few Good Talismen»        | Фред Гербер     | Тури Мейер и Аль Септейн         | 27 октября 2013 | 1,83                |
| Харрисон, бессмертный адвокат Джоанны, готовится к делу об убийстве. Боясь за безопасность Адама, Ингрид пересматривает свои отношения с ним. Пенелопа просит помощи у Фрейи, чтобы та помогла исправить раскол между Киллианом и Дэшем. Венди соблазняет энтомолога, чтобы получить ингредиенты для заклятия. |            |                                                             |                 |                                  |                 |                     |
| 5 | 5          | «Электрик Авеню» «Electric Avenue»                          | Пол Холахан     | Рон Милбауэр и Терри Хьюз-Бертон | 3 ноября 2013   | 1,60                |
| Ингрид находит необычный способ оплакивать Адама. Джоанна и Харрисон переходят на новый уровень в своих дружеских отношениях. Фрейя встречает экс-невесту Дэша, которая возвращается, чтобы завершить неоконченное дело. |            |                                                             |                 |                                  |                 |                     |
| 6 | 6          | «Потэнтиа Ноктис» «Potentia Noctis»                         | Джон Скотт      | Мэгги Фридман                    | 10 ноября 2013  | 1,46                |
| Фрейя совершает открытие в Фэйр Хэвен, в то время, пока Ингрид погружается в воспоминания об одной из своих прошлых жизней. |            |                                                             |                 |                                  |                 |                     |
| 7 | 7          | «Непогребенный» «Unburied»                                  | Дэвид Соломон   | Джош Реймс                       | 17 ноября 2013  | 1,69                |
| Оборотень принимает обличье одного из членов семьи. Ингрид обнаруживает нечто потрясающее из её прошлого. В Ист-Энд приезжает исследователь, чтобы написать новую книгу. Венди переворачивает очередную страницу своей жизни, пробуя наладить отношения с Лео. Джоанна раскладывает карты Таро для Фрейи. |            |                                                             |                 |                                  |                 |                     |
| 8 | 8          | «Змеиные глаза» «Snake Eyes»                                | Питер Лето      | Тури Мейер и Аль Септейн         | 24 ноября 2013  | 1,58                |
| Венди и Джоанна ссорятся из-за секрета, который Джоанна скрывала на протяжении сотни лет. Оборотень угрожает Фрейе. Ингрид начинает подозревать Майка в скрытых мотивах дружбы. |            |                                                             |                 |                                  |                 |                     |
| 9 | 9          | «Полное иссушение» «A Parching Imbued»                      | Патрик Норрис   | Джош Реймс                       | 1 декабря 2013  | 1,40                |
| Таинственный профессор, каким-то образом связанный с семьей Бошанов с давних пор, пытается помочь Фрейе вернуть свои силы. Киллиан определяет своё будущее в Ист-Энде. Майк рассказывает интересную теорию Ингрид. В суете приготовлений к свадьбе, Дэш пытается разгадать загадку в катакомбах. |            |                                                             |                 |                                  |                 |                     |
| 10 | 10         | «О, что за мир?!» «Oh, What A World?!»                      | Джон Скотт      | Мэгги Фридман                    | 15 декабря 2013 | 1,74                |
| В день свадьбы, Фрейя получает подарки одновременно от Дэша и Киллиана. Джоанна и Венди узнают, кто скрывался под личиной оборотня. Когда Ингрид узнаёт несколько нервирующих подробностей о Майке, тот, в свою очередь, предпринимает опасные действия, чтобы завершить свой план. |            |                                                             |                 |                                  |                 |                     |

### Сезон 2 (2014)
| № общий | № в сезоне | Название                                                           | Режиссёр                   | Автор сценария                            | Дата премьеры    | Зрители в США (млн) |
| ------- | ---------- | ------------------------------------------------------------------ | -------------------------- | ----------------------------------------- | ---------------- | ------------------- |
| 11      | 1          | «Приближающийся зверь» «A Moveable Beast»                          | Мэгги Фридман              | Аллан Аркуш                               | 6 июля 2014      | 1,12                |
| 12      | 2          | «И восходит солнце» «The Son Also Rises»                           | Патрик Норрис              | Ричард Хэтем                              | 13 июля 2014     | 1,50                |
| 13      | 3          | «Старик и ключ» «The Old Man And the Key»                          | Майкл Нанкин               | Тури Мейер и Аль Септейн                  | 20 июля 2014     | 1,31                |
| 14      | 4          | «Братья Гримуар» «The Brothers Grimoire»                           | Рон Андервуд               | Шелли Милс и Дарин Голдберг               | 27 июля 2014     | 1,10                |
| 15      | 5          | «Буги-рыцари» «Boogie Knights»                                     | Дебби Аллен                | Дебра Дж. Фишер                           | 10 августа 2014  | 0,96                |
| 16      | 6          | «Когда мандрагора любит женщину» «When A Mandragora Loves A Woman» | Джозеф «Джо» Данте-младший | Акела Купер                               | 17 августа 2014  | 1,15                |
| 17      | 7          | «Искусство тьмы» «Art Of Darkness»                                 | Патрик Норрис              | Йолонда И. Лоренс                         | 24 августа 2014  | 1,02                |
| 18      | 8          | «Секс, ложь и именинный торт» «Sex, Lies, And Birthday Cake»       | Гай Норман Би              | Мэгги Фридман, Ричард Хатем, Сара Таркофф | 7 сентября 2014  | 1,08                |
| 19      | 9          | «Пахнет как король духов» «Smells Like King Spirit»                | Тим Эндрю                  | Тури Мейер и Аль Септейн                  | 14 сентября 2014 | 1,20                |
| 20      | 10         | «Падение дома Бошампа» «The Fall Of The House Of Beauchamp»        | Мик Гаррис                 | Шелли Милс и Дарин Голдберг               | 21 сентября 2014 | 1,24                |
| 21      | 11         | «По, выходи» «Poe Way Out»                                         | Джозеф «Джо» Данте-младший | Дебра Дж. Фишер                           | 28 сентября 2014 | 0,88                |
| 22      | 12         | «Коробка в будущее» «Box To The Future»                            | Энди Волк                  | Ричард Хатем                              | 5 октября 2014   | 1,14                |
| 23      | 13         | «Для кого звучит заклинание» «For Whom The Spell Tolls»            | Аллан Аркуш                | Мэгги Фридман                             | 5 октября 2014   | 1,03                |